# Žaga, Velike Lašče
Žaga je naselje v Občini Velike Lašče.